# Nata

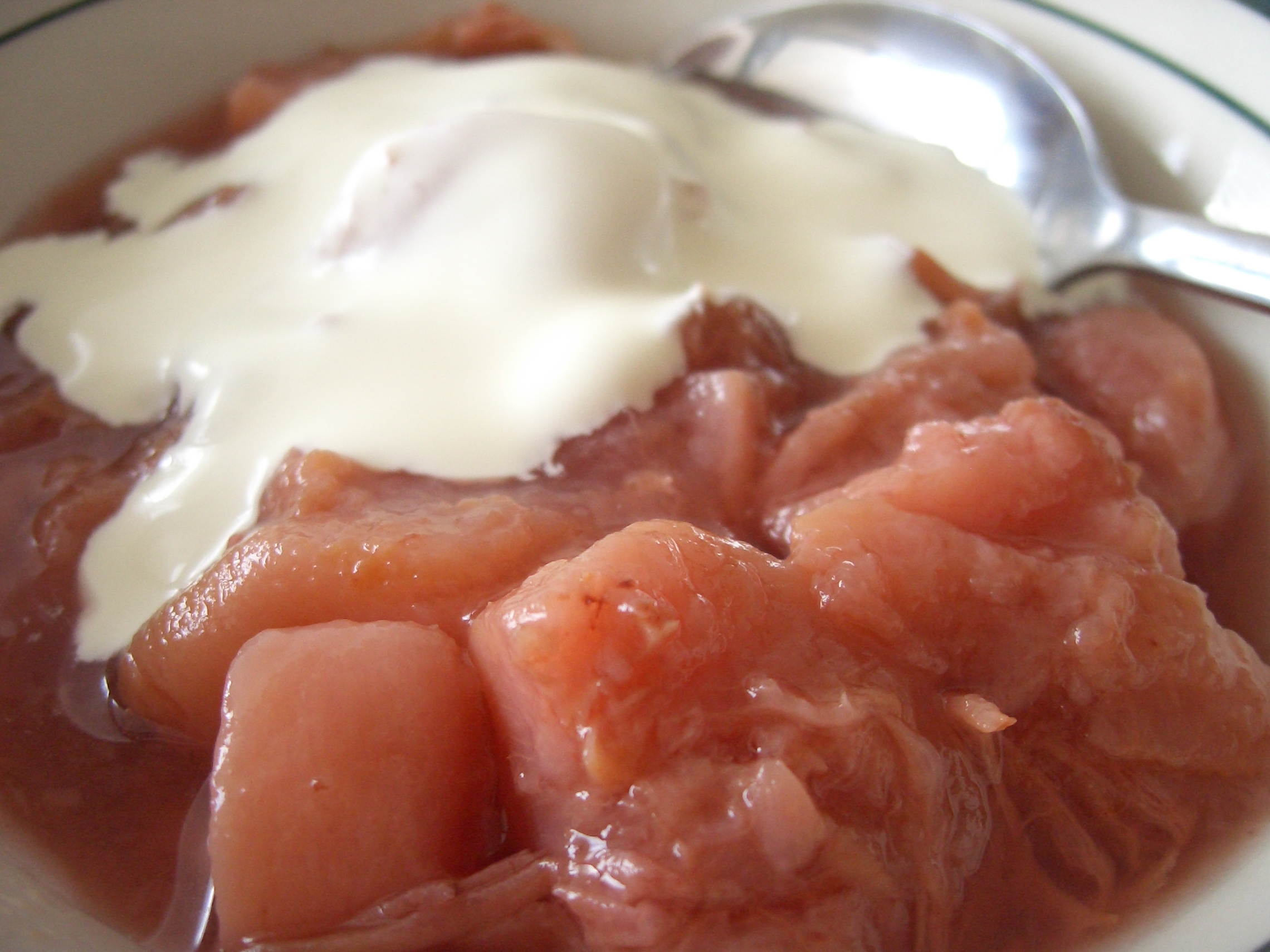
Nata sobre un plat de fruita

La crema de la llet o nata és una substància de consistència greixosa i tonalitat blanca o groguenca, que es troba de forma emulsionada en la llet.
Està constituïda principalment per glòbuls de matèria greixosa que es troben surant en la superfície de la llet crua; per això es diu que és una emulsió de greix en aigua. Aquesta capa es pot apreciar deixant certa quantitat de llet, sense homogeneïtzar ni descremar, en un recipient: es pot observar com una prima capa pren forma en la superfície. Aquesta pel·lícula de greix de la llet se separa mitjançant un procés de centrifugació i s'envasa per separat per al seu ús en gastronomia.
No s'ha de confondre aquesta "nata fresca" amb la nata que es forma quan es bull la llet, i que es produeix per aglomeració de l'albúmina de la llet desnaturalitzada per la calor. El tel que es forma a la superfície de la llet bullida, tot i tenir un aspecte similar a la "nata fresca" s'ha transformat químicament per efecte de la calor i té un gust i una textura lleugerament diferent.

## Diferents tipus de nata

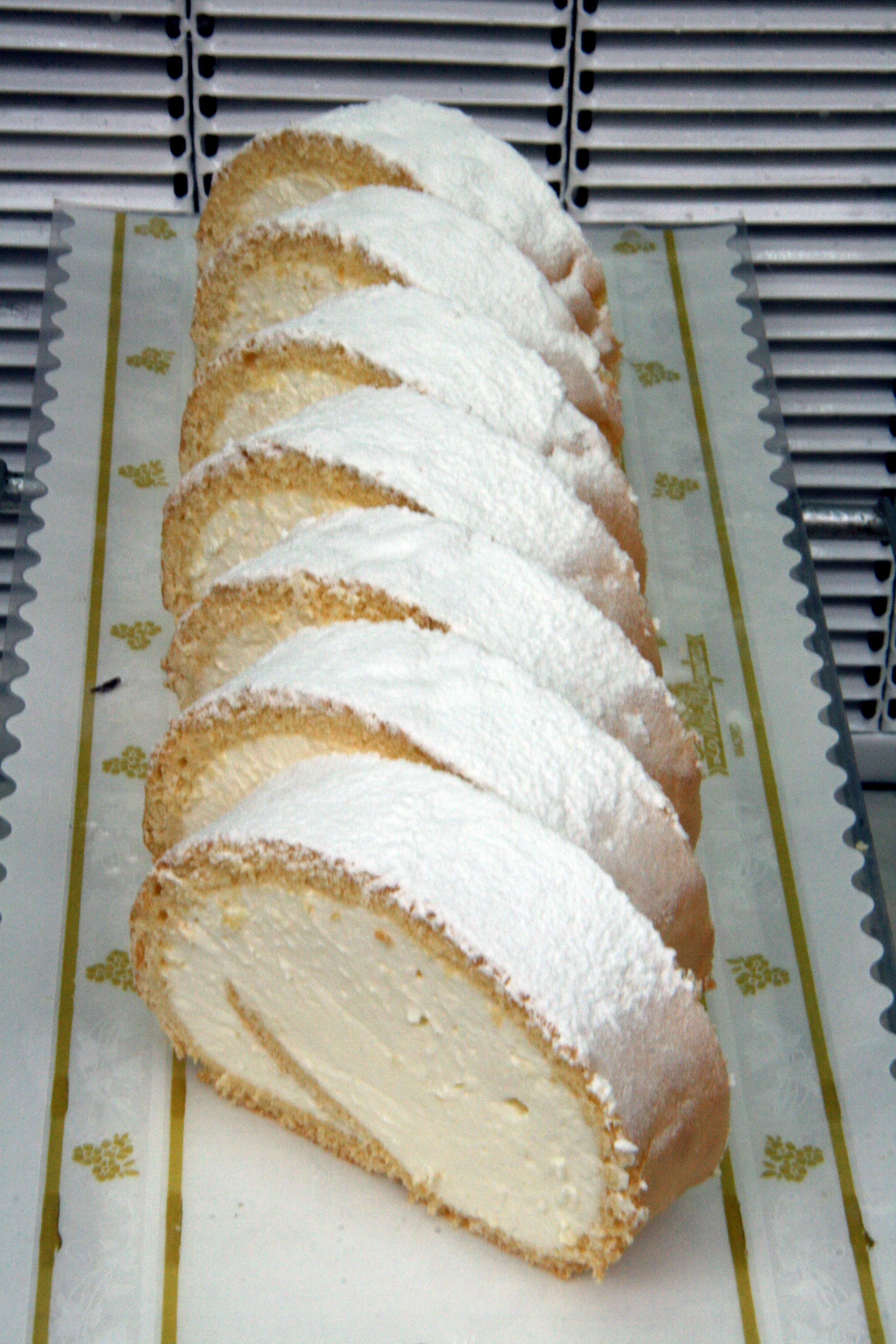
Braç de gitano de nata (nata muntada)

Segons la seva elaboració i d'acord amb la proporció de greix làctic que conté, es distingeixen diverses classes de nata:
- Tel de la llet. És la capa prima i sòlida que apareix surant en la llet quan aquesta s'escalfa i després es refreda en determinades condicions. La llet descremada no en forma perquè en descremar-la se li treu precisament el greix, que és la nata. També es pot formara la superfície d'algunes postres de cullera cassolanes a base de llet, com un menjar blanc o una crema. El segle passat un berenar de la cuina catalana era el pa amb tel de llet, és a dir llesques de pas sobre les quals s'hi posava el tel de llet fet expressament escalfant llet.
- Nates líquides o crema de llet. S'empren en alguns països per a barrejar amb el cafè o a cremes i salses.
- Nates denses. De textura més densa que les líquides, poden arribar a tenir fins a 55% de contingut greixós. Es poden usar també per a cremes i salses, a més d'alguns dolços.
- Nates agres.
- Nata muntada. Nata, líquida o espessa, batuda enèrgicament per a incorporar-hi aire fins que sigui d'aspecte similar a una escuma d'afaitar. Per a fer que la nata munti, aquesta ha de tenir obligatòriament almenys 30% de matèria grassa, en cas contrari no pot muntar.
- Xantillí. Nata muntada al gust burgès parisenc, tal com es fa a França, és a dir, nata muntada, ensucrada i perfumada amb vainilla. La recepta original és de François Vatel, del segle xvii.
- La nata especialment greixosa es pot batre per a elaborar mantega, que consisteix bàsicament en el greix lacti aïllat. Per a elaborar la mantega, la nata ha d'estar tèbia, mentre que per aconseguir muntar la nata cal que estigui ben freda. De vegades, cuiners inexperts poden fer mantega accidentalment quan baten durant massa temps una nata per a fer nata muntada.
- La nata batuda aromatitzada i acolorida amb xocolata fosa es coneix amb el nom de "trufa". Es fa servir generalment per farcir pastissos. També és el component bàsic per a l'elaboració de les trufes.